# Courtémont
Courtémont település Franciaországban, Marne megyében. Lakosainak száma 62 fő (2022. január 1.). Courtémont Berzieux, Dommartin-sous-Hans, Hans, Laval-sur-Tourbe, La Neuville-au-Pont, Saint-Jean-sur-Tourbe, Vienne-la-Ville és Virginy községekkel határos.

## Népesség
A település népességének változása:
| Lakosok száma | 129  | 102  | 86   | 66   | 68   | 64   | 61   | 60   | 61   | 62   |
|               | 1968 | 1982 | 1990 | 2006 | 2013 | 2015 | 2017 | 2019 | 2020 | 2022 |